# 美國對外干預
美国在其历史上多次干预外国內部事務。关于外交政策，美国有两种占主导地位的思想流派，即干预主义和美國孤立主義，它们分别為鼓励或不鼓勵美國在军事、外交和经济方面干预他国。
第一次巴巴里戰爭和第二次巴巴里战争是独立后美国发动的第一次名义上的对外战争。巴巴里戰爭主要针对的是北非巴巴里海岸国家，旨在结束地中海的海盜對悬挂美国国旗船只的騷擾行为，這些戰爭有點类似於美法短暂冲突。
利比里亚的建立得到了包括美国殖民协会在內的美国私人团体赞助，而且利比里亞也得到了美国政府的支持和非官方合作。
19世纪時逐漸形成美国干预主义，当时主要是受太平洋和拉丁美洲的经济吸引以及门罗主义的推动，美国當時在西半球試圖抵制欧洲殖民主义。20世纪，美国介入了两次世界大戰，在这些战争中，美国军队与他们的盟友一起與德意志帝國、大日本帝国和納粹德國作戰。第二次世界大战後美国又開始反对世界共产主义。随后的冷战，美國又接二連三出現了杜鲁门主义、艾森豪威尔主义、肯尼迪主義、卡特主義和里根主义，此時美国對外國實施间谍活动、參與政权更替以及代理人戰爭和其他针对苏联的国际秘密活动。
1991年苏联解体后，美国成为世界上唯一的超级大国，并继续干预非洲、东欧和中东。继九一一袭击事件后，美国及其北大西洋公约组织盟国发动了全球反恐战争，美国在各国对基地组织和伊斯兰国等各种极端组织发起国际反恐运动。在布什的先发制人战争理论下，美国于2003年進攻伊拉克，并加大美國在非洲和亚洲的影響力。奥巴马政府2012年的亞太再平衡战略试图将美国从中东转向东亚，並遏制正在崛起的中华人民共和国。
美國海軍在其历史上一直在外国领海內参与反海盗活动，例如巴巴里戰爭以及打击索馬利亞海盜。